# حوزه انتخابیه مهریز، بافق، بهاباد، ابرکوه و خاتم
حوزهٔ انتخاباتی مهریز و بافق و بهاباد و ابرکوه و خاتم و مروست یکی از حوزه‌های استان یزد برای انتخابات مجلس شورای اسلامی است. این حوزه به مرکزیت مهریز، ۱ نماینده دارد.این حوزه بزرگترین حوزه انتخابیه کشور است و شامل ۶ شهرستان می‌باشد و جز محرومترین مناطق استان یزد هستند.
این حوزه یکی از گسترده ترین حوزه های انتخاباتی ایران محسوب می‌شود که از شرقی‌ترین نقطه‌آن تا غربی ترین نقطه‌ی آن حدود ۶۰۰ کیلومتر فاصله هست.

## پی‌نوشت و منبع
1. ↑  AGENCY، خبرگزاری صدا و سیما | IRIB NEWS (۱۳۹۹/۰۳/۰۷ - ۱۷:۴۱). «بزرگترین حوزه انتخاباتی کشور با پوشش ۵ شهرستان در یزد». fa. دریافت‌شده در 2025-03-08. تاریخ وارد شده در |تاریخ= را بررسی کنید (کمک)

- «جدول حوزه‌های انتخابیه در انتخابات نهمین دورهٔ مجلس شورای اسلامی» (PDF). مرکز پژوهش و سنجش افکار صدا و سیما. بایگانی‌شده از اصلی (PDF) در ۵ اكتبر ۲۰۱۸. دریافت‌شده در ۱۰ فوریه ۲۰۱۶. تاریخ وارد شده در |archive-date= را بررسی کنید (کمک)